# Oenotria Cavi
Oenotria Cavi és una formació geològica de tipus cavus a la superfície de Mart, localitzada amb el sistema de coordenades planetocèntriques a -1.89 ° latitud N i 80.34 ° longitud E, que fa 247 km de diàmetre. El nom va ser aprovat per la UAI el 30 de gener de 2018 i fa referència a una característica d'albedo.